# Zatoka Sallumska
Zatoka Sallumska (arab. خليج السلوم, Chalidż as-Sallum, Khalīj as-Sallūm) – zatoka południowo-wschodniej części Morza Śródziemnego, u wybrzeży północnej części kontynentu afrykańskiego. Nad zatoką leżą miasta As-Sallum w północno-zachodniej części Egiptu oraz Al-Bardijja w północno-wschodniej Libii.